# Zahmheits-Satz
In der Mathematik ist die Zahmheits-Vermutung eine auf Albert Marden zurückgehende Vermutung aus der Theorie der Kleinschen Gruppen in der 3-dimensionalen Topologie, die 2004 von Ian Agol, Danny Calegari und David Gabai bewiesen wurde.

## Aussage
Jede vollständige, 3-dimensionale hyperbolische Mannigfaltigkeit mit endlich erzeugter Fundamentalgruppe ist topologisch zahm, das heißt ist homöomorph zum Inneren einer kompakten Mannigfaltigkeit.

## Enden hyperbolischer 3-Mannigfaltigkeiten
Aus der topologischen Zahmheit folgt unmittelbar, dass sich jede orientierbare vollständige 3-dimensionale hyperbolische Mannigfaltigkeit {\displaystyle M} mit endlich erzeugter Fundamentalgruppe zerlegen lässt in einen kompakten Kern {\displaystyle K} (welcher homöomorph zu {\displaystyle M} ist) und endlich viele zusammenhängende „Enden“, welche von der Form {\displaystyle S_{i}\times (0,\infty )} sind. Dabei sind die Flächen {\displaystyle S_{1},\ldots ,S_{k}} homöomorph zu den Zusammenhangskomponenten von {\displaystyle \partial K}.

## Rolle der Hyperbolizität
Die Annahme, dass {\displaystyle M} hyperbolisch ist, spielt eine wesentliche Rolle im Beweis der Zahmheits-Vermutung. Es gibt Gegenbeispiele von (nicht-hyperbolischen) 3-Mannigfaltigkeiten mit endlich erzeugter Fundamentalgruppe, deren Enden nicht zahm sind.